# Скултетус, Ханс Роберт
Ханс Роберт Скултетус (нем. Hans Robert Scultetus; 20 марта 1904 — ?) — немецкий метеоролог и геофизик, штурмбанфюрер СС, руководящий сотрудник Аненербе.

## Биография
О жизни Скултетуса практически ничего неизвестно. Есть сведения, что он защитил кандидатскую диссертацию в Кёнигсберге и работал метеорологом на аэродроме Нойбранденбург Министерства авиации. Доподлинно, однако, известно, что он был приверженцем теорий Ганса Хёрбигера, что в конечном итоге привело Скултетуса в Аненербе. Ещё в июле 1936 г. он был откомандирован в распоряжение Гиммлера и вступил в СС.
В 1937 г. возглавил отдел метеорологии и геофизических исследований Аненербе, также являлся связным между Аненербе и астрономом Филиппом Фаутом. Отдел, возглавляемый Скултетусом, был призван не только готовить долгосрочные погодно-климатические прогнозы, но и доказать на практике правоту гипотезы Хёрбигера.
После войны Скултетус продолжил работать по специальности, много публиковался.

## Сочинения
- Die Sonnentätigkeit im Jahre 1938 geophysikalisch gesehen (1939)
- Geländeausformung und Bewindung in Abhängigkeit von der Austauschgröße. In : Meteorol. Rdech. Jg. 12, 1959.
- Klimatologie. Braunschweig: Georg Westermann Verlag, 1969.
- Das Klima Nordwestniedersachsens unter bes. Berücks. d. Weser-Ems-Gebletes. (1971)
- (mit Peter Foerster u. Friedrich Nieschlag) Klima und Boden als Standortfaktoren in der Landwirtschaft. Berlin: Parey 1971.